# Квартал Волжский Бульвар 114а
Кварта́л Во́лжский Бульва́р 114а (до 1995 года — Кварта́л Во́лжский Бульва́р 95,114а,113а) — квартал в Юго-Восточном административном округе города Москвы на территории района Кузьминки.

## История
Современное название дано в 1995 году, до этого улица называлась Кварта́л Во́лжский Бульва́р 95,114а,113а. Слово «Волжский» в названии отражает близость к Волжскому бульвару, который, в свою очередь, был назван по реке Волге.

## Расположение
Квартал ограничен с юго-запада и северо-востока проезжими частями Волжского бульвара (проходит с северо-запада на юго-восток), с юго-востока — улицы Юных Ленинцев, с севера — Волгоградским проспектом. Нумерация домов начинается от Волгоградского проспекта, дома пронумерованы как корпуса (к. 1; к. 2; к. 3; к. 3, стр. 2; к. 4; к. 5; к. 6; к. 7; к. 7, стр. 2; к. 9; к. 10; к. 10, стр. 1).

## Примечательные здания и сооружения
- к. 5 — детский сад № 1791;
- к. 9 — гостиница «Кузьминки».

## Транспорт

### Наземный транспорт
По кварталу Волжский Бульвар 114а маршруты наземного общественного транспорта не проходят. У северо-западного конца квартала расположены остановки «Волжский бульвар» автобусов 99, 159, 471, 551, 551к, м89, н5 (на Волгоградском проспекте), остановка «Гостиница Кузьминки» автобусов 471, 551, 551к (на Волжском бульваре), у юго-восточного, на улице Юных Ленинцев, — остановка «Волжский бульвар» автобусов 530, 713, 861, Вк, Вч, т27, т38, остановка «Улица Юных Ленинцев, 42» автобусов 551, 551к, Вк, т27, т38.

### Метро
- Станция метро «Волжская» Люблинско-Дмитровской линии — южнее квартала, на Краснодонской улице.
- Станция метро «Кузьминки» Таганско-Краснопресненской линии — северо-восточнее квартала, на площади Славы на пересечении Волгоградского проспекта с Жигулёвской и Зеленодольской улицами и улицей Маршала Чуйкова.
- Станция метро «Текстильщики» Таганско-Краснопресненской линии и проектируемая станция метро «Текстильщики» Третьего пересадочного контура (будут соединены переходом) — северо-западнее квартала, на пересечении Волгоградского проспекта и Люблинской улицы.

### Железнодорожный транспорт
- Платформа Текстильщики Курского направления Московской железной дороги — западнее квартала, между Волгоградским проспектом, Люблинской и Шоссейной улицами.